# Kerstin Rahn
Kerstin Rahn ist eine deutsche Historikerin und Archivarin. Seit Februar 2019 ist sie die Leiterin des Standorts Oldenburg des Niedersächsisches Landesarchivs, sie löste damit Gerd Steinwascher ab.

## Leben
Kerstin Rahn absolvierte ein Studium in Braunschweig und Bielefeld. Im Jahr 1994 wurde sie mit einer Doktorarbeit über „Religiöse Bruderschaften in der spätmittelalterlichen Stadt Braunschweig“ promoviert. Nach dem Studium war sie von 1995 bis 1998 als Referendarin im Schweriner Landeshauptarchiv tätig. Es folgte eine Beschäftigung in Hamburg und ab 2000 in Hannover, wo sie bis 2006 am Hauptstaatsarchiv arbeitete. Hier konzipierte sie eine polizeigeschichtliche Ausstellung. Für sechs Jahre wurde Kerstin Rahn an das Deutsche Historische Institut nach Rom abgeordnet, dort beteiligte sie sich am „Repertorium Germanicum“.
Bei ihrer Rückkehr nach Niedersachsen wechselte Kerstin Rahn als stellvertretende Leiterin an den Standort Osnabrück des Landesarchivs. Es folgte eine über mehrere Monate andauernde Abordnung an die Niedersächsische Staatskanzlei, nach der sie im Jahr 2016 in Hannover für die Ausbildung von Archivarinnen und Archivaren zuständig war.

## Tätigkeiten und Mitgliedschaften
Kerstin Rahn wirkte an der Redaktion des Niedersächsischen Jahrbuchs für Landesgeschichte mit. Außerdem war sie Redakteurin unterschiedlicher Fachzeitschriften und als Lehrbeauftragte an der Universität Osnabrück tätig. Sie ist Mitglied der Historischen Kommission für Niedersachsen und Bremen.

## Werke (Auswahl)
- Religiöse Bruderschaften in der spätmittelalterlichen Stadt Braunschweig, Hannover 1994.
- Beziehungen Mecklenburgs zu Staaten und Städten des Ostseeraumes, Schwerin 1998.
- „Der Ordnung verpflichtet …“ Polizeiliches Handeln in Hannover zwischen Weimarer Republik und Gründung der Bundesrepublik Deutschland, Hannover 2003.